# (1176) Lucidor
(1176) Lucidor ist ein Asteroid des Hauptgürtels, der am 15. November 1930 vom belgischen Astronomen Eugène Joseph Delporte in Ukkel entdeckt wurde. 
Der Asteroid ist nach einem mit dem Entdecker befreundeten Amateur-Astronomen benannt worden.